# Trkov
Trkov (německy Terkau) je malá vesnice, část obce Nedrahovice v okrese Příbram ve Středočeském kraji. Nachází se asi 1,5 kilometru západně od Nedrahovic. Vesnicí protéká Slabá. Je zde evidováno 12 adres. V roce 2011 zde trvale žilo 22 obyvatel.
Trkov leží v katastrálním území Kamenice u Nedrahovic o výměře 4,46 km².

## Historie
První písemná zmínka o vesnici pochází z roku 1409.

## Obyvatelstvo
| Rok            | 1869 | 1880 | 1890 | 1900 | 1910 | 1921 | 1930 | 1950 | 1961 | 1970 | 1980 | 1991 | 2001 | 2011 | 2021 |
| -------------- | ---- | ---- | ---- | ---- | ---- | ---- | ---- | ---- | ---- | ---- | ---- | ---- | ---- | ---- | ---- |
| Počet obyvatel | 72   | 77   | 64   | 76   | 66   | 58   | 64   | 53   | 54   | 50   | 40   | 31   | 32   | 22   | 11   |
| Počet domů     | 4    | 5    | 5    | 6    | 6    | 6    | 12   | 12   | 12   | 14   | 11   | 8    | 11   | 8    | 8    |

## Pamětihodnosti
Severozápadně od vesnice leží přírodní památka Jezera s výskytem kuňky obecné.

## Galerie

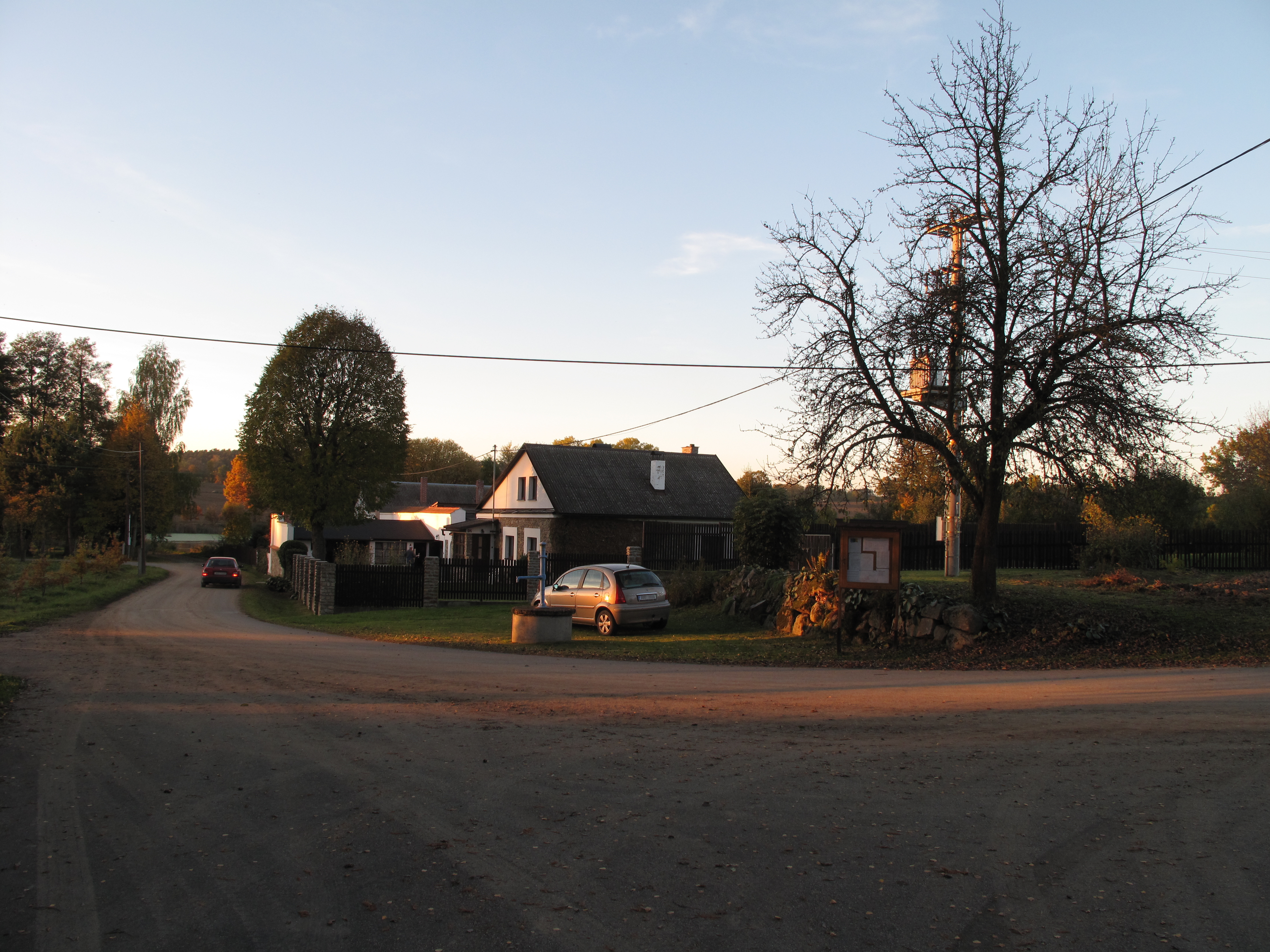
Dům
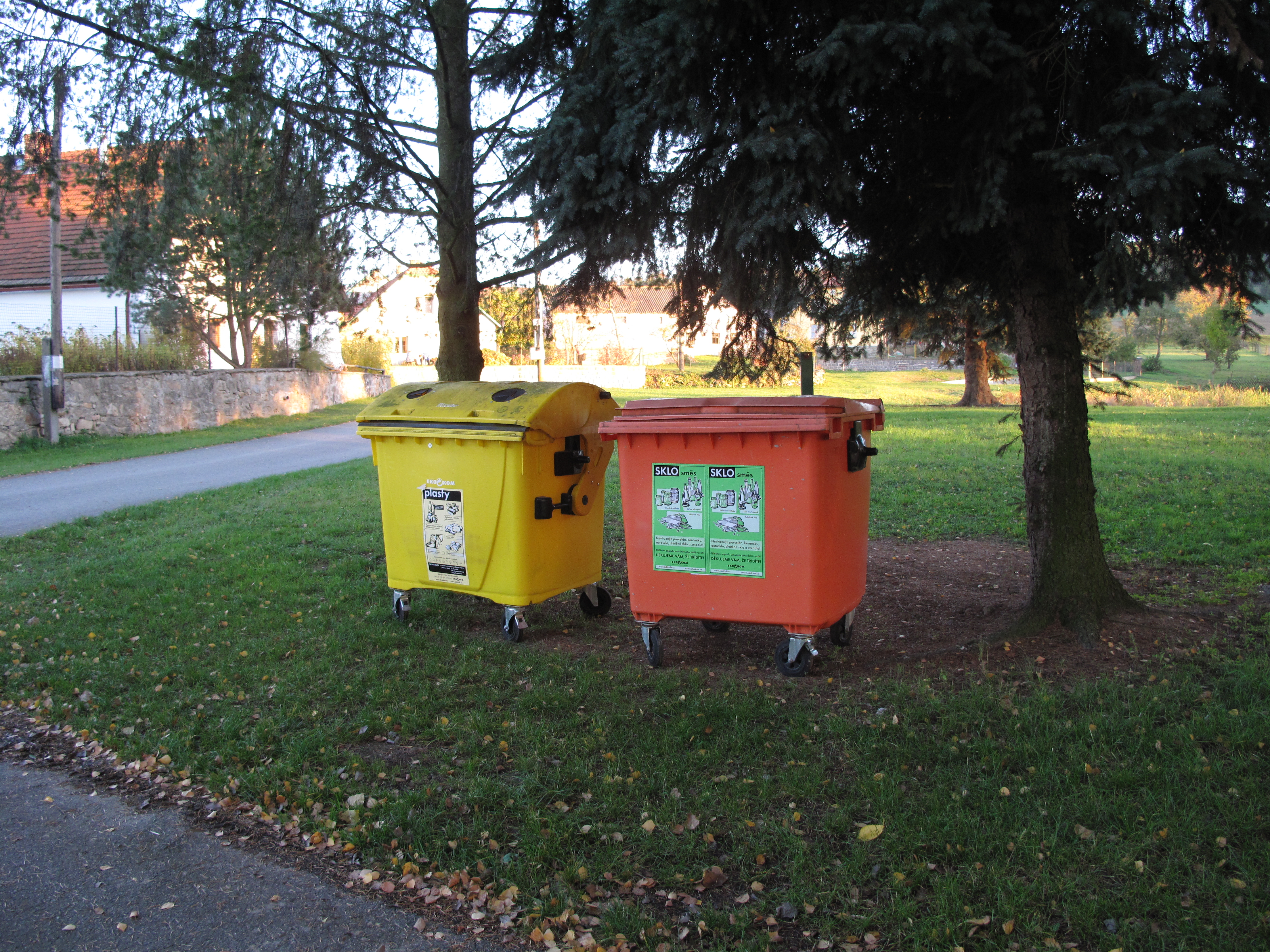
Kontajnery
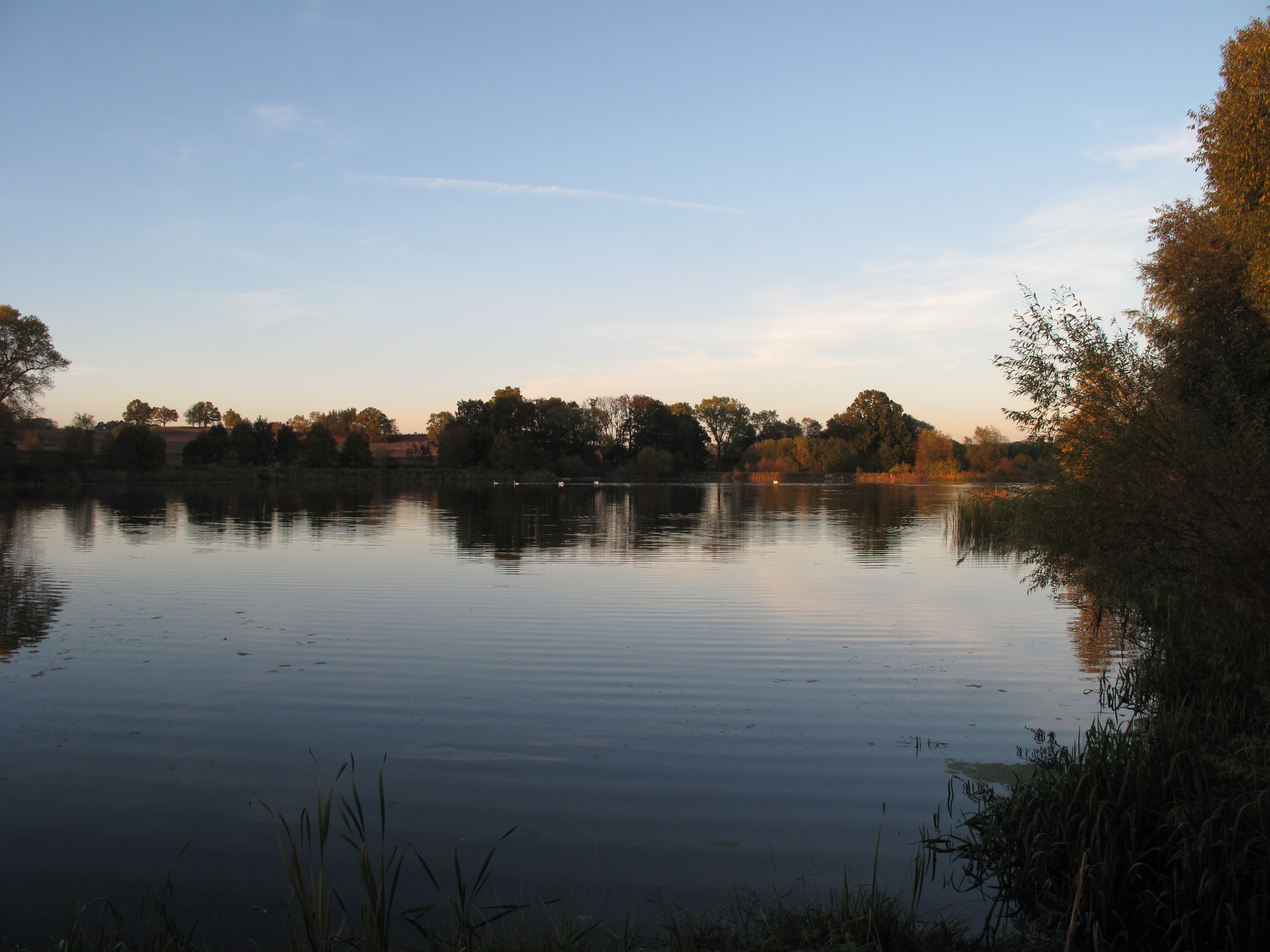
Trkovský rybník